# Sosarme, re di Media

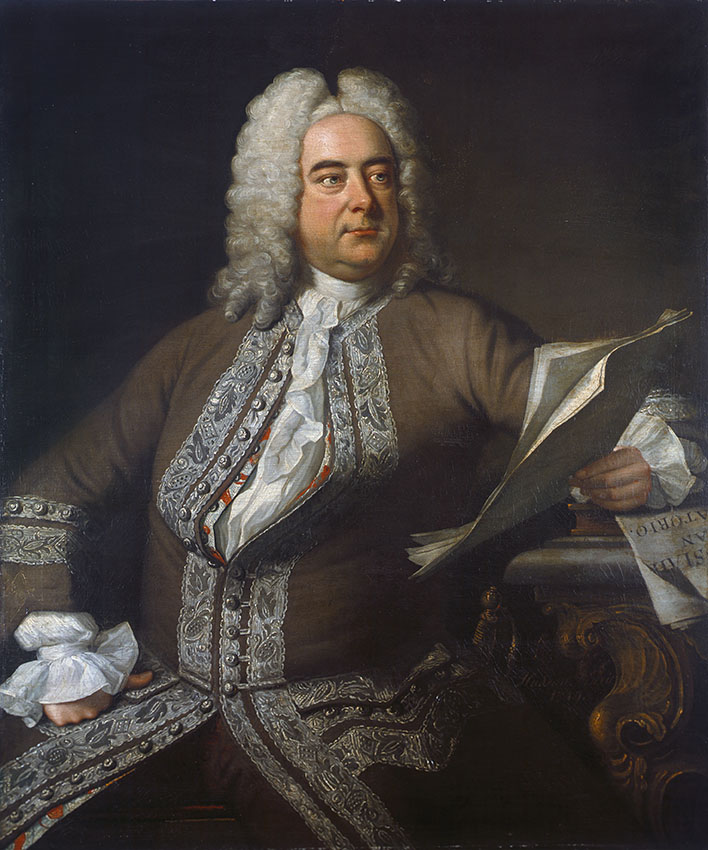
Georg Friedrich Haendel

Sosarme, re di Media (HWV 30) est un opéra en trois actes de Georg Friedrich Haendel, créé à Londres le 15 février 1732.
Le livret est adapté d'Antonio Salvi, par un librettiste non identifié. 
Le titre initialement prévu était Fernando, Re di Castiglia et l'action se situait dans la péninsule ibérique ; c'est probablement eu égard à des considérations politiques touchant les intérêts de la Grande-Bretagne que l'action fut transportée en Asie Mineure et les noms des personnages adaptés à cette nouvelle localisation.

## Rôles
| Rôle     | Voix         | Première, le 15 février 1732   |
| -------- | ------------ | ------------------------------ |
| Sosarme  | alto castrat | Senesino                       |
| Haliate  | ténor        | Giovanni Battista Pinacci      |
| Elmira   | soprano      | Anna Maria Strada del Pò       |
| Erenice  | alto         | Anna Bagnolesi                 |
| Argone   | alto castrat | Antonio Gualandi, dit Campioli |
| Melo     | alto         | Francesca Bertolli             |
| Altomaro | basse        | Antonio Montagnana             |

## Discographie
- Fernando, Re di Castiglia - Lawrence Zazzo, Verónica Cangemi, Filippo Adami, Marianna Pizzolato, Neal Banerjee, Max Emanuel Cencic, Antonio Abete - Il Complesso Barocco dir. Alan Curtis - 2 CD EMI Records (2009)
- Sosarme, Rè di Media, Alfred Deller, Heliate, William Herbet, Erenice, Nancy Evan, Elmira, Margaret Ritchie (en), Argone, John Kentish, Melo, Helen Wats, St. Anthony Singers - St. Cecilia Orchestra, direction Anthony Lewis. LP L’oiseau Lyre 1954, report  2 CD Decca 2019
- Newport NPD 85575 DDD (1994): D'Anna Fortunato (Sosarme), John Aler (Haliate), Julianne Baird (Elmira), Jennifer Lane (Erenice), Drew Minter (Melo), Nathaniel Watson (Altomaro), Raymond Pellerin (Argone). Taghkanic Chorale and the Amor Artis Orchestra, direction  Johannes Somary